# Armylaena ivorensis
Armylaena ivorensis là một loài bọ cánh cứng trong họ Cerambycidae.